# Justyna Janiec-Palczewska
Justyna Janiec-Palczewska (ur. 20 stycznia 1977) – psychoterapeutka, działaczka społeczna, dziennikarka. 

## Życiorys
Absolwentka Uniwersytetu im. Adama Mickiewicza w Poznaniu, magister socjologii; studia podyplomowe z zakresu zarządzania zasobami ludzkimi; studia podyplomowe z zakresu kreowania wizerunku firmy; studia podyplomowe z zakresu arteterapii, 2007–2008 Akademia Sztuk Pięknych Poznań – edukacja wizualna, Wielkopolska Szkoła Psychoterapii Gestalt.
Od 2002 pracuje w Fundacji Redemptoris Missio; 2012–2016 wiceprezes; od 2016 – prezes zarządu fundacji, pomysłodawczyni i koordynatorka akcji charytatywnych fundacji Redemptoris Missio: Puszka dla Maluszka, Opatrunek na Ratunek, Zaczarowany ołówek, Kup pan szczotkę, Czary Mary okulary, Adopcja na odległość; Adopcja szkoły, Pomoc dla Afganistanu. W ramach fundacji tworzy zaplecze medyczne dla polskich misjonarzy w 202 placówkach w Afryce i Azji (fundacja dostarczyła 208 ton pomocy humanitarnej).

## Wyprawy medyczne
- Koordynacja wyprawy chirurgów do Kamerunu „Operacja Salapumbe”– 2017 r.
- Organizacja i uczestnictwo w wyprawie okulistów do Kamerunu w celu przeprowadzania operacji zaćmy przy współpracy z Departamentem Pomocy Humanitarnej w Kancelarii Prezesa Rady Ministrów – 2018 r.
- Organizacja i uczestnictwo w wyprawie okulistów do Republiki Środkowoafrykańskiej w celu przeprowadzania operacji zaćmy – 2019 r.
- Organizacja i uczestnictwo w wyprawie okulistów do Tanzanii - 2021
- Organizacja i uczestnictwo w wyprawie okulistów do Kamerunu i Republiki Środkowoafrykańskiej - 2022
- Organizacja i uczestnictwo w wyprawie okulistów do Kamerunu i Republiki Środkowoafrykańskiej - 2023

## Odznaczenia
- Złoty Krzyż Zasługi. Odznaczenie nadane 4 kwietnia 2019 r. przez prezydenta Rzeczypospolitej Polskiej (Andrzeja Dudę)[2][3].

## Publikacje
- Medycy na misjach, Pomoc medyczna niesiona chorym w najuboższych krajach świata, pod red. T. Marcinkowskiego. Uniwersytet Medyczny im. Karola Marcinkowskiego, 2018 r.

Źródło: